# Proflazepam
Proflazepam (Ro10-3580) là một loại thuốc là một dẫn xuất của benzodiazepine.